# Boštjan Leben
Boštjan Leben, slovenski umetnik, multiinštrumentalist, skladatelj, kitarist, * 1968, Celje.
Svojo glasbeno pot je začel leta 1993 v eksperimentalni glasbeni skupini Veronica. Njegove instrumentalne skladbe, ki koketirajo s številnimi glasbenimi žanri in so onkraj oznak, so se dolgo uporabljale na TV Slovenija v sklopu kulturnega programa in na straneh Teleteksta. Štiri leta kasneje se je odločil za samostojno pot in postal glasbeni svetovni popotnik, ki črpa svoj navdih iz vseh mogočih tradicij, kultur in običajev narodov celega sveta. V zadnjih letih se ukvarja tudi s filmsko glasbo oz. glasbo za gledališče. Napisal je tudi glasbo za gledališke predstave Tisti, ki jih reka ne spusti (avtor David Rabe), SNG Nova Gorica, Bolezen mladosti (Ferdinand Bruckner), SNG Drama Ljubljana in Orfej se spušča (Tennessee Williams), SNG Drama, Ljubljana. Njegova diskografija obsega 12 plošč, dve s skupino Veronica - »Perspective« (1995) in »Triac« (2001), tri projekte z zasedbo Amfibia - »Amalgam« (2004), »Above and below« (2006) in »Eklektika« (2010) ter šest samostojnih projektov - »Saute surmadi« (2002), »Aphrodisiac« (2003), »Wu-wei« (2004), »Music for film and theatre« (2006), »Night Songs« (2009), "Letters" (2012) in "Atisarga" (2019).